# Lijst van premiers van Frankrijk
Hieronder volgt een lijst van premiers van Frankrijk sinds 1598.
De premier is de regeringsleider van Frankrijk, benoemd door de president van Frankrijk, het staatshoofd. De ambtsbekleder is verantwoordelijk voor het te voeren beleid voor het parlement, alhoewel de president daadwerkelijke politieke macht ook uitoefent.
Zolang er nog een koning in Frankrijk was, bepaalde in de tijd van de absolute monarchie hij het landsbeleid met advies van zijn ministers; in de constitutionele monarchie had hij nog in grote mate invloed op het beleid.

## Eerste ministers in dienst van de Franse koningen
- Maximilien de Béthune, hertog van Sully (1598-1611)
- Nicolas de Neufville, markies van Villeroy (1611-1616)
- Concino Concini, markies van Ancre (1616-1617)
- Charles de Luynes (1617-1621)
- Geen (1621-1624)
- Armand Jean du Plessis, kardinaal de Richelieu (1624-1642)
- Jules, kardinaal Mazarin (1642-1661)
- Jean-Baptiste Colbert (1661-1683)
- François-Michel le Tellier, markies van Louvois (1683-1691)
- Geen (1691-1715)
- Guillaume, kardinaal Dubois (1715-1723)
- Filips II, hertog van Orléans (1723)
- Louis Henri, hertog van Bourbon (1723-1726)
- André-Hercule, kardinaal de Fleury (1726-1743)
- Geen (1743-1758)
- Étienne François, hertog van Choiseul (1758-1770)
- René Nicolas de Maupeou (1771-1774)
- Jean-Frédéric Phélypeaux, graaf van Maurepas (1774-1781)
- Charles Gravier, graaf van Vergennes (1781-1787)
- Étienne Charles de Loménie de Brienne (1787-1788)
- Jacques Necker (1788-1789)
- Louis Charles Auguste Le Tonnelier, baron van Breteuil (1789)
- Jacques Necker (1789-1790)

Lodewijk XIV schafte na de dood van Mazarin de positie van principal ministre af. Nicolas Fouquet was surintendant des Finances, maar Lodewijk zat zelf de regering voor. Colbert was contrôleur général des Finances, secrétaire d'État de la Maison du Roi en later secrétaire d'État de la Marine. Colbert deelde de macht met Louvois, die minder in de geschiedenis wordt benadrukt; er was dus geen echte eerste minister. Onder de minderjarige koning Lodewijk XV (1715-1723) keerde de functie kort terug: Dubois was de eerste principal ministre sinds Mazarin, daarna Filips van Orléans, de hertog van Bourbon en kardinaal de Fleury, overleden in 1743. Daarna werd de functie formeel niet meer ingevuld. Men noemt dan vaak een de facto eerste minister, met titels zoals ministre d'État of bijvoorbeeld, voor Necker, directeur général du Trésor royal en directeur général des Finances. In de jaren na de Franse Revolutie (1791-1811) waren er geen eerste ministers.

## Premiers van Frankrijk (1815-1940)

### Restauratie
De Restauratie was de periode tussen 1814 en 1830. Lodewijk XVIII en Karel X waren de koning van Frankrijk.
| Premier | Premier                                                                | Ambtsperiode | Partij | Partij |
| ------- | ---------------------------------------------------------------------- | ------------ | ------ | ------ |
|         | Graaf Joseph Fouché Hertog van Otrante (1759-1820)                     | 1815         |        |        |
|         | Charles-Maurice de Talleyrand-Périgord Prins van Benevento (1754-1838) | 1815         |        |        |
|         | Armand-Emmanuel du Plessis Hertog van Richelieu (1766-1822)            | 1815-1818    |        |        |
|         | Markies Jean-Joseph Dessolles (1767-1828)                              | 1818-1819    |        |        |
|         | Graaf Élie Decazes (1780-1860)                                         | 1819-1820    |        |        |
|         | Armand-Emmanuel du Plessis Hertog van Richelieu (1766-1822)            | 1820-1821    |        |        |
|         | Graaf Jean-Baptiste de Villèle (1773-1854)                             | 1821-1828    |        |        |
|         | Burggraaf Jean Baptiste Gay de Martignac (1778-1832)                   | 1828-1829    |        |        |
|         | Prins Jules de Polignac (1780-1847)                                    | 1829-1830    |        |        |

### Julimonarchie
Frankrijk was van 1830 tot 1848 een koninkrijk. De periode wordt de Julimonarchie genoemd. Lodewijk Filips was de koning in een liberale constitutionele monarchie.
| Premier | Premier                                                    | Ambtsperiode | Partij                      | Partij |
| ------- | ---------------------------------------------------------- | ------------ | --------------------------- | ------ |
|         | Hertog Victor de Broglie (1785-1870)                       | 1830-1831    |                             |        |
|         | Jacques Laffitte (1767-1844)                               | 1830-1831    | Mouvement                   |        |
|         | Casimir Pierre Périer (1777-1832)                          | 1831-1832    | Résistance                  |        |
|         | Nicolas Jean-de-Dieu Soult hertog van Dalmatië (1769-1851) | 1832-1834    |                             |        |
|         | Graaf Étienne Maurice Gérard (1773-1852)                   | 1834         |                             |        |
|         | Hugues-Bernard Maret hertog van Bassano (1763-1839)        | 1834         |                             |        |
|         | Édouard Mortier hertog van Treviso (1768-1835)             | 1834-1835    |                             |        |
|         | Hertog Victor de Broglie (1785-1870)                       | 1835-1836    | Monarchiste Orléaniste      |        |
|         | Adolphe Thiers (1797-1877)                                 | 1836         | Monarchistes Parlementaires |        |
|         | Graaf Louis-Mathieu Molé (1781-1855)                       | 1836-1839    | Résistance                  |        |
|         | Nicolas Jean-de-Dieu Soult hertog van Dalmatië (1769-1851) | 1839-1840    |                             |        |
|         | Adolphe Thiers (1797-1877)                                 | 1840         | Monarchistes Parlementaires |        |
|         | Nicolas Jean-de-Dieu Soult hertog van Dalmatië (1769-1851) | 1840-1847    |                             |        |
|         | François Guizot (1787-1874)                                | 1847-1848    | Monarchistes Parlementaires |        |
|         | Graaf Louis-Mathieu Molé (1781-1855)                       | 1848         | Résistance                  |        |

### Tweede Republiek (1848-1851)
| Premier | Premier                                      | Ambtsperiode | Partij      | Partij |
| ------- | -------------------------------------------- | ------------ | ----------- | ------ |
|         | Jacques Charles Dupont de l'Eure (1767-1855) | 1848         |             |        |
|         | François Arago (1786-1853)                   | 1848         |             |        |
|         | Louis Eugène Cavaignac (1802-1857)           | 1848         | Republikein |        |
|         | Odilon Barrot (1791-1873)                    | 1848-1849    | PO          |        |
|         | Alexandre Ledru-Rollin (1807-1874)           | 1849         | in rebellie |        |
|         | Alphonse Henri d'Hautpoul (1789-1865)        | 1849-1851    |             |        |
|         | Léon Faucher (1803-1854)                     | 1851         |             |        |

### Tweede Keizerrijk (1852-1870)
- Post afgeschaft (1849-1869)

| Premier | Premier                                                | Ambtsperiode | Partij | Partij |
| ------- | ------------------------------------------------------ | ------------ | ------ | ------ |
|         | Émile Ollivier (1825-1913)                             | 1870         |        |        |
|         | Charles Cousin-Montauban graaf van Palikao (1796-1878) | 1870         |        |        |

### Voorlopige Regering (1870-1871)
| Premier | Premier                        | Ambtsperiode | Partij | Partij | Opmerking                                           |
| ------- | ------------------------------ | ------------ | ------ | ------ | --------------------------------------------------- |
|         | Louis Jules Trochu (1815-1896) | 1870-1871    |        |        | President van de Regering van Nationale Verdediging |

### Derde Republiek (1871-1940)
| Premier | Premier                                       | Ambtsperiode | Partij          | Partij |
| ------- | --------------------------------------------- | ------------ | --------------- | ------ |
|         | Jules Dufaure (1798-1881)                     | 1871-1873    | Republikein     |        |
|         | Albert, hertog van Broglie (1821-1901)        | 1873-1874    | Monarchist      |        |
|         | Ernest Courtot de Cissey (1810-1882)          | 1874-1875    | Conservatief    |        |
|         | Louis Buffet (1818-1898)                      | 1875-1876    | Monarchist      |        |
|         | Jules Dufaure (1798-1881)                     | 1876         | Republikein     |        |
|         | Jules Simon (1814-1896)                       | 1876-1877    | RM              |        |
|         | Albert, hertog van Broglie (1821-1901)        | 1877         | Monarchist      |        |
|         | Gaëtan de Grimaudet de Rochebouët (1813-1899) | 1877         | Militair        |        |
|         | Jules Dufaure (1798-1881)                     | 1877-1879    | Republikein     |        |
|         | William Henry Waddington (1826-1894)          | 1879         | RC              |        |
|         | Charles de Freycinet (1828-1923)              | 1879-1880    | RO              |        |
|         | Jules Ferry (1832-1893)                       | 1880-1881    | GR              |        |
|         | Léon Gambetta (1838-1882)                     | 1881-1882    | RO              |        |
|         | Charles de Freycinet (1828-1923)              | 1882         | RO              |        |
|         | Charles Duclerc (1812-1888)                   | 1882-1883    | GR              |        |
|         | Clément Armand Fallières (1841-1931)          | 1883         | Radicaal        |        |
|         | Jules Ferry (1832-1893)                       | 1883-1885    | GR              |        |
|         | Henri Brisson (1835-1912)                     | 1885-1886    | RRRS            |        |
|         | Charles de Freycinet (1828-1923)              | 1886         | RO              |        |
|         | René Goblet (1828-1905)                       | 1886-1887    | Radicaal        |        |
|         | Maurice Rouvier (1842-1911)                   | 1887         | RO              |        |
|         | Pierre Tirard (1827-1893)                     | 1887-1888    | GR              |        |
|         | Charles Floquet (1828-1896)                   | 1888-1889    | Radicaal        |        |
|         | Pierre Tirard (1827-1893)                     | 1889-1890    | GR              |        |
|         | Charles de Freycinet (1828-1923)              | 1890-1892    | RO              |        |
|         | Émile Loubet (1838-1929)                      | 1892         | GR              |        |
|         | Alexandre Ribot (1842-1923)                   | 1892-1893    | RM              |        |
|         | Charles Dupuy (1851-1923)                     | 1893         | GR              |        |
|         | Jean Casimir-Perier (1847-1907)               | 1893-1894    | GR              |        |
|         | Charles Dupuy (1851-1923)                     | 1894-1895    | GR              |        |
|         | Alexandre Ribot (1842-1923)                   | 1895         | RM              |        |
|         | Léon Bourgeois (1851-1925)                    | 1895-1896    | Radicaal        |        |
|         | Jules Méline (1838-1925)                      | 1896-1898    | RM              |        |
|         | Henri Brisson (1835-1912)                     | 1898         | RRRS            |        |
|         | Charles Dupuy (1851-1923)                     | 1898-1899    | GR              |        |
|         | René Waldeck-Rousseau (1846-1904)             | 1898-1902    | UR              |        |
|         | Émile Combes (1835-1921)                      | 1902-1905    | Radicaal        |        |
|         | Maurice Rouvier (1842-1911)                   | 1905-1906    | RO              |        |
|         | Ferdinand Sarrien (1840-1915)                 | 1906         | Radicaal        |        |
|         | Georges Clemenceau (1841-1929)                | 1906-1909    | Radicaal        |        |
|         | Aristide Briand (1862-1932)                   | 1909-1911    | SFIO            |        |
|         | Ernest Monis (1846-1929)                      | 1911         | RRRS            |        |
|         | Joseph Caillaux (1863-1944)                   | 1911-1912    | Radicaal        |        |
|         | Raymond Poincaré (1860-1934)                  | 1912-1913    | PRD             |        |
|         | Aristide Briand (1862-1932)                   | 1913         | PRS             |        |
|         | Louis Barthou (1862-1934)                     | 1913         | GR              |        |
|         | Gaston Doumergue (1865-1937)                  | 1913-1914    | RRRS            |        |
|         | Alexandre Ribot (1842-1923)                   | 1914         | MR              |        |
|         | René Viviani (1863-1925)                      | 1914-1915    | PRS             |        |
|         | Aristide Briand (1862-1932)                   | 1915-1917    | PRS             |        |
|         | Alexandre Ribot (1842-1923)                   | 1917         | MR              |        |
|         | Paul Painlevé (1863-1933)                     | 1917         | PRS             |        |
|         | Georges Clemenceau (1841-1929)                | 1917-1920    | Radicaal        |        |
|         | Alexandre Millerand (1859-1943)               | 1920         | PRS             |        |
|         | Georges Leygues (1857-1933)                   | 1920-1921    | FR              |        |
|         | Aristide Briand (1862-1932)                   | 1921-1922    | PRS             |        |
|         | Raymond Poincaré (1860-1934)                  | 1922-1924    | PRDS            |        |
|         | Frédéric François-Marsal (1874-1958)          | 1924         | FR              |        |
|         | Édouard Herriot (1872-1957)                   | 1924-1925    | Radicaal        |        |
|         | Paul Painlevé (1863-1933)                     | 1925         | PRS             |        |
|         | Aristide Briand (1862-1932)                   | 1925-1926    | PRS             |        |
|         | Édouard Herriot (1872-1957)                   | 1926         | Radicaal        |        |
|         | Raymond Poincaré (1860-1934)                  | 1926-1929    | PRP             |        |
|         | Aristide Briand (1862-1932)                   | 1929         | PRS             |        |
|         | André Tardieu (1876-1945)                     | 1929-1930    | GR              |        |
|         | Camille Chautemps (1885-1963)                 | 1930         | RRRS            |        |
|         | André Tardieu (1876-1945)                     | 1930         | GR              |        |
|         | Théodore Steeg (1868-1950)                    | 1930-1931    | RRRS            |        |
|         | Pierre Laval (1883-1945)                      | 1931-1932    | BN              |        |
|         | André Tardieu (1876-1945)                     | 1932         | GR              |        |
|         | Édouard Herriot (1872-1957)                   | 1932         | Radicaal        |        |
|         | Joseph Paul-Boncour (1873-1972)               | 1932 - 1933  | PDRS            |        |
|         | Édouard Daladier (1884-1970)                  | 1933         | RRRS            |        |
|         | Albert Sarraut (1872-1962)                    | 1933         | RRRS            |        |
|         | Camille Chautemps (1885-1963)                 | 1933-1934    | RRRS            |        |
|         | Édouard Daladier (1884-1970)                  | 1934         | RRRS            |        |
|         | Gaston Doumergue (1865-1937)                  | 1934         | RRRS            |        |
|         | Pierre Étienne Flandin (1889-1958)            | 1934-1935    | ARD             |        |
|         | Fernand Bouisson (1874-1959)                  | 1935         | PRS             |        |
|         | Pierre Laval (1883-1945)                      | 1935-1936    | BN              |        |
|         | Albert Sarraut (1872-1962)                    | 1936         | RRRS            |        |
|         | Léon Blum (1872-1950)                         | 1936-1937    | SFIO/Volksfront |        |
|         | Camille Chautemps (1885-1963)                 | 1937-1938    | RRRS/Volksfront |        |
|         | Léon Blum (1872-1950)                         | 1938         | SFIO/Volksfront |        |
|         | Édouard Daladier (1884-1970)                  | 1938-1940    | Radicaal        |        |
|         | Paul Reynaud (1878-1966)                      | 1940         | AD              |        |
|         | Philippe Pétain (1856-1951)                   | 1940         | Onafhankelijk   |        |

## Vichy-Frankrijk (1940-1944)
Frankrijk werd in de Tweede Wereldoorlog, voor Frankrijk van 1940 tot 1944, door een Duits gezinde regering in Vichy geleid.
| Premier | Premier                              | Ambtstermijn   | Ambtstermijn     | Partij |
| ------- | ------------------------------------ | -------------- | ---------------- | ------ |
|         | Henri Philippe Pétain (1856-1951)    | 16 juni 1940   | 18 april 1942    |        |
|         | Pierre Laval (1883-1945)             | 18 april 1942  | 19 augustus 1944 | BN     |
|         | Markies Fernand de Brion (1885-1947) | 1 oktober 1944 | 9 mei 1945       |        |

### Vicepremiers, onder Pétain (1940-1942)
| Vicepremier | Vicepremier                        | Ambtstermijn     | Ambtstermijn     | Partij |
| ----------- | ---------------------------------- | ---------------- | ---------------- | ------ |
|             | Pierre Laval (1883-1945)           | 1 juli 1940      | 13 december 1940 |        |
|             | Pierre-Étienne Flandin (1889-1958) | 13 december 1940 | 9 februari 1941  | ARD    |
|             | François Darlan (1881-1942)        | 9 februari 1941  | 18 april 1942    |        |

## Voorlopige Regering (1944-1947)
| Premier | Premier                       | Ambtsperiode | Partij     | Partij |
| ------- | ----------------------------- | ------------ | ---------- | ------ |
|         | Charles de Gaulle (1890-1970) | 1944-1946    | partijloos |        |
|         | Félix Gouin (1884-1977)       | 1946         | SFIO       |        |
|         | Georges Bidault (1899-1983)   | 1946         | MRP        |        |
|         | Léon Blum (1872-1950)         | 1946-1947    | SFIO       |        |

## Vierde Republiek (1947-1959)
| Premier | Premier                              | Ambtsperiode | Partij | Partij |
| ------- | ------------------------------------ | ------------ | ------ | ------ |
|         | Paul Ramadier (1888-1961)            | 1947         | SFIO   |        |
|         | Robert Schuman (1886-1963)           | 1947-1948    | MRP    |        |
|         | André Marie (1897-1974)              | 1948         | RRRS   |        |
|         | Robert Schuman (1886-1963)           | 1948         | MRP    |        |
|         | Henri Queuille (1884-1970)           | 1948-1949    | RRRS   |        |
|         | Georges Bidault (1899-1983)          | 1949-1950    | MRP    |        |
|         | Henri Queuille (1884-1970)           | 1950         | RRRS   |        |
|         | René Pleven (1901-1993)              | 1950-1951    | UDSR   |        |
|         | Henri Queuille (1884-1970)           | 1951         | RRRS   |        |
|         | René Pleven (1901-1993)              | 1951-1952    | UDSR   |        |
|         | Edgar Faure (1908-1988)              | 1952         | RRRS   |        |
|         | Antoine Pinay (1891-1994)            | 1952-1953    | CNIP   |        |
|         | René Mayer (1895-1972)               | 1953         | RRRS   |        |
|         | Joseph Laniel (1889-1975)            | 1953-1954    | CNIP   |        |
|         | Pierre Mendès France (1907-1982)     | 1954-1955    | RRRS   |        |
|         | Edgar Faure (1908-1988)              | 1955-1956    | RRRS   |        |
|         | Guy Mollet (1905-1975)               | 1956-1957    | SFIO   |        |
|         | Maurice Bourgès-Maunoury (1914-1993) | 1957         | RRRS   |        |
|         | Félix Gaillard (1919-1970)           | 1957-1958    | RRRS   |        |
|         | Pierre Pflimlin (1907-2000)          | 1958         | MRP    |        |
|         | Charles de Gaulle (1890-1970)        | 1958-1959    | UNR    |        |

## Premiers van Frankrijk (1959–heden)
| Nr.  | Premier van Frankrijk Premier ministre français | Premier van Frankrijk Premier ministre français | Premier van Frankrijk Premier ministre français | Ambtstermijn     | Ambtstermijn     | Partij(en)    | Kabinet(en)       | Verkiezing(en) | President(en)                      |
| ---- | ----------------------------------------------- | ----------------------------------------------- | ----------------------------------------------- | ---------------- | ---------------- | ------------- | ----------------- | -------------- | ---------------------------------- |
| 79   |                                                 | Michel Debré                                    | Michel Debré (1912–1996)                        | 8 januari 1959   | 14 april 1962    | UNR           | Debré             | 1958           | Charles de Gaulle (1959–69)        |
| 80   |                                                 | Georges Pompidou                                | Georges Pompidou (1911–1974)                    | 14 april 1962    | 10 juli 1968     | UNR (1962–67) | Pompidou I        | 1958           | Charles de Gaulle (1959–69)        |
| 80   | Pompidou II                                     | Georges Pompidou                                | Georges Pompidou (1911–1974)                    | 14 april 1962    | 10 juli 1968     | UNR (1962–67) | 1962              |                | Charles de Gaulle (1959–69)        |
| 80   | Pompidou III                                    | Georges Pompidou                                | Georges Pompidou (1911–1974)                    | 14 april 1962    | 10 juli 1968     | UNR (1962–67) | 1962              |                | Charles de Gaulle (1959–69)        |
| 80   | UDR (1967–68)                                   | Georges Pompidou                                | Georges Pompidou (1911–1974)                    | 14 april 1962    | 10 juli 1968     | Pompidou IV   | 1967              |                | Charles de Gaulle (1959–69)        |
| 81   |                                                 | Maurice Couve de Murville                       | Maurice Couve de Murville (1907–1999)           | 10 juli 1968     | 20 juni 1969     | UDR           | Couve de Murville | 1968           | Charles de Gaulle (1959–69)        |
| 81   | Alain Poher (1969)                              | Maurice Couve de Murville                       | Maurice Couve de Murville (1907–1999)           | 10 juli 1968     | 20 juni 1969     | UDR           | Couve de Murville | 1968           |                                    |
| 82   |                                                 | Jacques Chaban-Delmas                           | Jacques Chaban- Delmas (1915–2000)              | 20 juni 1969     | 6 juli 1972      | UDR           | Chaban- Delmas    | 1968           | Georges Pompidou (1969–74)         |
| 83   |                                                 | Pierre Messmer                                  | Pierre Messmer (1916–2007)                      | 6 juli 1972      | 27 mei 1974      | UDR           | Messmer I         | 1968           | Georges Pompidou (1969–74)         |
| 83   | Messmer II                                      | Pierre Messmer                                  | Pierre Messmer (1916–2007)                      | 6 juli 1972      | 27 mei 1974      | UDR           | 1973              |                | Georges Pompidou (1969–74)         |
| 83   | Messmer III                                     | Pierre Messmer                                  | Pierre Messmer (1916–2007)                      | 6 juli 1972      | 27 mei 1974      | UDR           | 1973              |                | Georges Pompidou (1969–74)         |
| 83   | Alain Poher (1974)                              | Pierre Messmer                                  | Pierre Messmer (1916–2007)                      | 6 juli 1972      | 27 mei 1974      | UDR           | 1973              |                |                                    |
| 84   |                                                 | Jacques Chirac                                  | Jacques Chirac (1932–2019)                      | 27 mei 1974      | 26 augustus 1976 | UDR           | 1973              | Chirac I       | Valéry Giscard d'Estaing (1974–81) |
| 85   |                                                 | Raymond Barre                                   | Raymond Barre (1924–2007)                       | 26 augustus 1976 | 21 mei 1981      | O (1976–78)   | 1973              | Barre I        | Valéry Giscard d'Estaing (1974–81) |
| 85   | Barre II                                        | Raymond Barre                                   | Raymond Barre (1924–2007)                       | 26 augustus 1976 | 21 mei 1981      | O (1976–78)   | 1973              |                | Valéry Giscard d'Estaing (1974–81) |
| 85   |                                                 | Raymond Barre                                   | Raymond Barre (1924–2007)                       | 26 augustus 1976 | 21 mei 1981      | UDF (1978–1)  | Barre III         | 1978           | Valéry Giscard d'Estaing (1974–81) |
| 86   |                                                 | Pierre Mauroy                                   | Pierre Mauroy (1928–2013)                       | 21 mei 1981      | 17 juli 1984     | PS            | Mauroy I          | 1978           | François Mitterrand (1981–95)      |
| 86   | Mauroy II                                       | Pierre Mauroy                                   | Pierre Mauroy (1928–2013)                       | 21 mei 1981      | 17 juli 1984     | PS            | 1981              |                | François Mitterrand (1981–95)      |
| 86   | Mauroy III                                      | Pierre Mauroy                                   | Pierre Mauroy (1928–2013)                       | 21 mei 1981      | 17 juli 1984     | PS            | 1981              |                | François Mitterrand (1981–95)      |
| 87   |                                                 | Laurent Fabius                                  | Laurent Fabius (1946)                           | 17 juli 1984     | 20 maart 1986    | PS            | 1981              | Fabius         | François Mitterrand (1981–95)      |
| (84) |                                                 | Jacques Chirac                                  | Jacques Chirac (1932–2019)                      | 20 maart 1986    | 10 mei 1988      | RPR           | Chirac II         | 1986           | François Mitterrand (1981–95)      |
| 88   |                                                 | Michel Rocard                                   | Michel Rocard (1930–2016)                       | 10 mei 1988      | 15 mei 1991      | PS            | Rocard I          | 1986           | François Mitterrand (1981–95)      |
| 88   | Rocard II                                       | Michel Rocard                                   | Michel Rocard (1930–2016)                       | 10 mei 1988      | 15 mei 1991      | PS            | 1988              |                | François Mitterrand (1981–95)      |
| 89   |                                                 | Édith Cresson                                   | Édith Cresson (1934)                            | 15 mei 1991      | 2 april 1992     | PS            | 1988              | Cresson        | François Mitterrand (1981–95)      |
| 90   |                                                 | Pierre Bérégovoy                                | Pierre Bérégovoy (1925–1993)                    | 2 april 1992     | 29 maart 1993    | PS            | 1988              | Bérégovoy      | François Mitterrand (1981–95)      |
| 91   |                                                 | Édouard Balladur                                | Édouard Balladur (1929)                         | 29 maart 1993    | 17 mei 1995      | RPR           | Balladur          | 1993           | François Mitterrand (1981–95)      |
| 92   |                                                 | Alain Juppé                                     | Alain Juppé (1945)                              | 17 mei 1995      | 3 juni 1997      | RPR           | Juppé I           | 1993           | Jacques Chirac (1995–07)           |
| 92   | Juppé II                                        | Alain Juppé                                     | Alain Juppé (1945)                              | 17 mei 1995      | 3 juni 1997      | RPR           |                   | 1993           | Jacques Chirac (1995–07)           |
| 93   |                                                 | Lionel Jospin                                   | Lionel Jospin (1937)                            | 3 juni 1997      | 6 mei 2002       | PS            | Jospin            | 1997           | Jacques Chirac (1995–07)           |
| 94   |                                                 | Jean-Pierre Raffarin                            | Jean-Pierre Raffarin (1948)                     | 6 mei 2002       | 31 mei 2005      | DL (2002)     | Raffarin I        | 1997           | Jacques Chirac (1995–07)           |
| 94   |                                                 | Jean-Pierre Raffarin                            | Jean-Pierre Raffarin (1948)                     | 6 mei 2002       | 31 mei 2005      | UMP (2002–05) | Raffarin II       | 2002           | Jacques Chirac (1995–07)           |
| 94   | Raffarin III                                    | Jean-Pierre Raffarin                            | Jean-Pierre Raffarin (1948)                     | 6 mei 2002       | 31 mei 2005      | UMP (2002–05) |                   | 2002           | Jacques Chirac (1995–07)           |
| 95   |                                                 | Dominique de Villepin                           | Dominique de Villepin (1953)                    | 31 mei 2005      | 16 mei 2007      | UMP           | de Villepin       | 2002           | Jacques Chirac (1995–07)           |
| 96   |                                                 | François Fillon                                 | François Fillon (1954)                          | 16 mei 2007      | 15 mei 2012      | UMP           | Fillon I          | 2002           | Nicolas Sarkozy (2007–12)          |
| 96   | Fillon II                                       | François Fillon                                 | François Fillon (1954)                          | 16 mei 2007      | 15 mei 2012      | UMP           | 2007              |                | Nicolas Sarkozy (2007–12)          |
| 96   | Fillon III                                      | François Fillon                                 | François Fillon (1954)                          | 16 mei 2007      | 15 mei 2012      | UMP           | 2007              |                | Nicolas Sarkozy (2007–12)          |
| 97   |                                                 | Jean-Marc Ayrault                               | Jean-Marc Ayrault (1950)                        | 15 mei 2012      | 31 maart 2014    | PS            | 2007              | Ayrault I      | François Hollande (2012–17)        |
| 97   | Ayrault II                                      | Jean-Marc Ayrault                               | Jean-Marc Ayrault (1950)                        | 15 mei 2012      | 31 maart 2014    | PS            | 2012              |                | François Hollande (2012–17)        |
| 98   |                                                 | Manuel Valls                                    | Manuel Valls (1962)                             | 31 maart 2014    | 6 december 2016  | PS            | 2012              | Valls I        | François Hollande (2012–17)        |
| 98   | Valls II                                        | Manuel Valls                                    | Manuel Valls (1962)                             | 31 maart 2014    | 6 december 2016  | PS            | 2012              |                | François Hollande (2012–17)        |
| 99   |                                                 | Bernard Cazeneuve                               | Bernard Cazeneuve (1963)                        | 6 december 2016  | 14 mei 2017      | PS            | 2012              | Cazeneuve      | François Hollande (2012–17)        |
| 100  |                                                 | Édouard Philippe                                | Édouard Philippe (1970)                         | 14 mei 2017      | 3 juli 2020      | LR (2017–18)  | 2012              | Philippe I     | Emmanuel Macron (2017–heden)       |
| 100  | Philippe II                                     | Édouard Philippe                                | Édouard Philippe (1970)                         | 14 mei 2017      | 3 juli 2020      | LR (2017–18)  | 2017              |                | Emmanuel Macron (2017–heden)       |
| 100  | Philippe II                                     | Édouard Philippe                                | Édouard Philippe (1970)                         | 14 mei 2017      | 3 juli 2020      | DVD (2018–20) | 2017              |                | Emmanuel Macron (2017–heden)       |
| 101  |                                                 | Jean Castex                                     | Jean Castex (1965)                              | 3 juli 2020      | 16 mei 2022      | LREM          | 2017              | Castex         | Emmanuel Macron (2017–heden)       |
| 102  |                                                 | Élisabeth Borne                                 | Élisabeth Borne (1961)                          | 16 mei 2022      | 9 januari 2024   | LREM (2022)   | 2017              | Borne I        | Emmanuel Macron (2017–heden)       |
| 102  | RE (2022–24)                                    | Élisabeth Borne                                 | Élisabeth Borne (1961)                          | 16 mei 2022      | 9 januari 2024   | Borne II      | 2022              |                | Emmanuel Macron (2017–heden)       |
| 103  |                                                 |                                                 | Gabriel Attal (1989)                            | 9 januari 2024   | 5 september 2024 | RE            | 2022              | Attal          | Emmanuel Macron (2017–heden)       |
| 104  |                                                 | Michel Barnier                                  | Michel Barnier (1951)                           | 5 september 2024 | 13 december 2024 | LR            | Barnier           | 2024           | Emmanuel Macron (2017–heden)       |
| 105  |                                                 | François Bayrou                                 | François Bayrou (1951)                          | 13 december 2024 | heden            | MoDem         | Bayrou            | 2024           | Emmanuel Macron (2017–heden)       |

## Legenda

### Kleuren
| Monarchisten (Legitimisten)                     |
| Monarchisten (Orléanisten)                      |
| Republikeinen                                   |
| Premiers tijdens het Tweede Keizerrijk          |
| Partijloos/militair                             |
| Monarchisten (ten tijde van de Derde Republiek) |
| Socialisten                                     |
| Christendemocraten                              |
| CNIP                                            |
| Gaullisten                                      |
| UDF                                             |

### Stromingen
- Conservatief - behoudend, overwegend monarchistische stroming tijdens de Derde Republiek
- Monarchist - ten tijde van de Derde Republiek, hetzij orleanisten, hetzij legitimisten, hetzij bonapartisten
- Monarchistes Parlementaires - parlementaire monarchisten, parlementair-liberaal, monarchistisch
- Mouvement - Beweging, liberaal-monarchistisch
- Radicaal - uiterst links
- Résistance - Verzet, conservatief-monarchistisch
- Republikein - voorstanders van een republiek
- Socialiste Indépendante - onafhankelijke socialisten, niet bij partijen aangesloten socialisten

### Afkortingen
- ARD : Alliance Démocratique - Democratische Alliantie, gematigd-republikeins
- BN : Bloc National - Nationaal Blok, samenwerking rechtse en centrumpartijen
- CNIP : Centre National des Indépendants et Paysans - Nationaal Centrum van Onafhankelijken en Boeren, centrum
- GR : Gauche Républicaine - Linkse Republikeinen, centrumlinks
- MRP : Mouvement Républicain Populaire - links christendemocratisch
- PDRS : Parti Démocratique Républicaine et Sociale - Partij van Democratische en Sociale Republikeinen, sociaaldemocratisch
- PNR : Parti National Républicain - Nationaal-Republikeinse Partij, nationalistisch
- PO : Parti de l'Ordre - Partij van de Orde, behoudend, samenwerking Bonapartisten en monarchisten
- PRP : Parti Républicaine Progressiste - Progressieve Republikeinse Partij, conservatief-nationalistisch, republikeins
- PS : Parti Socialiste - Socialistische Partij, sociaaldemocratisch
- PSR : Parti socialiste Républicain - Socialistisch-Republikeinse Partij, centrumlinks, republikeins en socialistisch, vrij nationaal gericht in tegenstelling tot de SFIO
- RC : Républicain Conservateur - Conservatieve Republikeinen, behoudend
- RE : Renaissance - Politiek centrum, big tent, sociaalliberalisme, Europees federalisme, derde weg
- RM : Républicains modérés - Gematigde Republikeinen, centrum, republikeins
- RO : Républicains Opportunistes - Opportunistische Republikeinen, centrumlinks
- RPR : Rassemblement pour la République - gaullistisch
- RRRS : Républicains Radicaux et Radicaux-Socialistes - Republikeinse Radicalen en Radicale Socialisten, oorspronkelijk links en antiklerikaal, thans behoudend en onderdeel van het UDF en de RPR
- SFIO : Section Française de l'Internationale Ouvrière - Franse Sectie van de Arbeiders Internationale, internationaal socialistisch
- UDR : Union des Démocrates pour la Cinquième République - Unie van Democraten voor de Vijfde Republiek, gaullistisch
- UDSR : Union Démocratique et Socialiste de la Résistance - Unie van Democraten en Socialisten van het Verzet, sociaaldemocratisch
- UMP : Union pour un Mouvement Populaire - Unie voor een Volksbeweging, behoudend, centrumrechts, fusie RPR, DL en deel van het UDF
- UNR : Uion pour la Nouvelle République - Unie voor de Nieuwe Republiek, gaullistisch
- UR : Union Républicaine - Republikeinse Unie, samenwerkingsverband diverse republikeinse partijen en naam voor het ministerie-Waldeck-Rousseau
- On : Onafhankelijken